# Antonino Parrinello
Antonino Casimiro Parrinello (Castelvetrano, 2 oktober 1989) is een Italiaans voormalig wielrenner die in 2017 zijn carrière afsloot bij GM Europa Ovini.

## Belangrijkste overwinningen
2011
Ruota d'Oro
2016
Eind- en puntenklassement Ronde de l'Oise
Beker van de Subkarpaten
2017
GP Adria Mobil

## Resultaten in voornaamste wedstrijden
| Jaar | Milaan-San Remo | Ronde van Vlaanderen | Amstel Gold Race | Ronde van Lombardije |
| ---- | --------------- | -------------------- | ---------------- | -------------------- |
| 2014 | opgave          | opgave               | 95e              | 68e                  |

## Ploegen
- 2012 –  Androni Giocattoli-Venezuela
- 2013 –  Androni Giocattoli-Venezuela
- 2014 –  Androni Giocattoli-Venezuela
- 2015 –  D'Amico Bottecchia
- 2016 –  D'Amico Bottecchia
- 2017 –  GM Europa Ovini